# Marias Pass
Der Marias Pass ist ein 1588 Meter hoher Gebirgspass in der Nähe des Glacier-Nationalparks im Nordwesten des US-Staates Montana.
Der Pass überquert die nordamerikanische kontinentale Wasserscheide in der Nähe der Lewis Range entlang der Grenze des Lewis and Clark National Forest und des Flathead National Forest. Im Winter ist er der einzige passierbare Pass innerhalb der USA nördlich des ebenfalls in Montana gelegenen Rogers Pass. 
Erster weißer Amerikaner, der zum Pass kam, war John Frank Stevens, der als Entwurfsingenieur für die Great Northern Railway arbeitete. Heute verlaufen eine Strecke der BNSF Railway, die auch vom Empire Builder, einem Reisezug der Amtrak auf der Strecke Chicago–Seattle, befahren wird, und der U.S. Highway 2 über den Pass.
Die Eisenbahnstrecke über den Pass ist Vorbild für einen Teil des Microsoft Train Simulators, eines Eisenbahnsimulators für PC.